# Cartagra ~Tsuki kurui no Yamai~
Cartagra ~Tsuki kurui no Yamai~ (カルタグラ～ツキ狂イノ病～) est un visual novel de type eroge développé et publié au Japon par Innocent Grey pour la version PC.